# NGC 3780
NGC 3780 (другие обозначения — UGC 6615, MCG 9-19-150, ZWG 292.14, IRAS11366+5632, PGC 36138) — спиральная галактика (Sc) в созвездии Большая Медведица.
Этот объект входит в число перечисленных в оригинальной редакции «Нового общего каталога».
В галактике вспыхнула сверхновая SN 1978H, её пиковая видимая звездная величина составила 16,5.
В галактике вспыхнула сверхновая SN 1992 bt типа II, её пиковая видимая звездная величина составила 16.
Галактика NGC 3780 входит в состав группы галактик NGC 3780. Помимо NGC 3780 в группу также входят NGC 3888, UGC 6596 и UGC 6774.